# Gościnowo (osada leśna)
Gościnowo – osada leśna w Polsce położona w województwie lubuskim, w powiecie międzyrzeckim, w gminie Skwierzyna.
Miejscowość jest podstawowa ale nie samodzielna, podlega pod miejscowość i znajduje się w obrębie ewidencyjnym Dobrojewo.
W miejscowości są 3 budynki mieszkalne z numeracją porządkową budynków z miejscowości Dobrojewo oznaczone nr 1, 2 i 3.
Pod numerem 2 znajduje się leśniczówka z siedzibą Leśnictwa Gościnowo, wchodzącego w skład Nadleśnictwa Karwin. W budynku dawnej stajni z lat 30. ub.w. urządzona została przez małżeństwo leśników Teresę i Rocha Kaczorowskich Izba Edukacji Leśnej.
W latach 1975–1998 miejscowość administracyjnie należała do województwa gorzowskiego.